# Горска жупа
 Према глави XXX Барског родослова, континентална, Горска жупа, била је једна од девет жупа Дукље (Зете) поред језерских жупа (Lusca, Podlugiae, Cupelnich, Obliqus, Barezi, Cermeniza) и приморски жупа (Prapratna, Cuceva cum Budua и Gripuli). Само јој име указује на планински, шумовит предио и могла је захватати жупне дјелове данашњих Куча ка Морачи, гдје се налази брдо Горица. Докле се простирала на сјевероисток, није утврђено. Мјесто Медун је највјероватније био главно утврђење, а кроз њега је још у антици водио римски пут према Плаву. Није са сигурношћу утврђено да је ова жупа обухватала и ниски предио Хоти и хотске вирове на Скадарском језеру. Жупа је у античко вријеме била насељена (значајни археолошки локакитети на Златици, из VI вијека). Горску жупу и њено село Голич, помиње Стефан Првовјенчани, 1220. године, у повељи манастиру Жичи. Запис из цркве светог Ђорђа у Подгорици, казује да је град (трг) Подгорица подигнута у X вијеку и да је прве је куће подигао господар Горске жупе, жупан Марко.